# إقليم أوسرد
20°49′59″N 17°06′00″W / 20.83306°N 17.10000°W

إقليم أوسرد هو أحد الأقاليم الصحراء الغربية ضمن جهة الداخلة وادي الذهب، يمتد على مساحة 370 61 كلم مربع، وقد أحدث هذا الإقليم بمقتضى المرسوم رقم 2/98/952 الصادر في 31 دجنبر 1998 والمتعلق بالتقسيم الإداري  للجمهورية العربية الصحراويةالديمقراطية . ويحده من الشرق والجنوب موريتانيا وشمالا إقليم وادي الذهب وغربا المحيط الأطلسي. يتكون الإقليم من جماعة الكويرة الحضرية، ومن 5 جماعات قروية هي أوسرد، تيشلا، الزوك، أغوينيت، بئر كندوز.
توجد أغلب إدارات إقليم أوسرد كمقرات الباشوية والدوائر والقيادات والجماعات الحضرية والقروية إضافة إلى مقر الكتابة العامة لعمالة الإقليم بشكل مؤقت بمدينة الداخلة في انتظار بناء وتعمير مركزي أوسرد وبئر كندوز.

## التقسيم الإداري
- جدول التقسيم الإداري لإقليم أوسرد حسب إحصاء سنة 2014:[4]

| الجماعة   | عدد السكان | عدد الأسر |
| --------- | ---------- | --------- |
| بئر كندوز | 4625       | 608       |
| أوسرد     | 5822       | 154       |
| تيشلا     | 5743       | 14        |
| أغوينيت   | _          | _         |
| الزوك     | _          | _         |
| الكويرة   | _          | _         |
| المجموع   | 190 16     | 776       |

## الاقتصاد
تعتبر تربية الماشية نشاطا تقليديا قديما شجعته الطبيعة الصحراوية، كما يعتبر هذا القطاع النشاط الأكثر انتشارا بين سكان إقليم أوسرد بسبب شساعة المراعي وامتدادها، الشيء الذي يؤدي إبان التساقطات المطرية إلى توافد أعداد كثيرة من الكسابين ومربي الماشية رفقة قطعانهم من الإبل والماعز والغنم إلى هذا الإقليم.

## النقل والمواصلات
تتكون الشبكة الطرقية الحالية بالإقليم من حوالي 230 كلم على الطريق الوطنية رقم 1 وحوالي 100 كلم على الطريق الوطنية رقم 3 الرابطة بين الطريق الوطنية رقم 1 ومركز أوسرد، إضافة إلى انجاز الشطر الأول من الطريق الإقليمية رقم 1105 الرابطة بين أوسرد وتيشلا على طول 47 كلم. وقد تعززت هذه المشاريع بانجاز 7 كلم من الطرق المعبدة بالوسط الحضري بأوسرد من قبل عمالة الإقليم في إطار الميزانية الإقليمية. وتلعب هذه الطرق دورا هاما في تنقل الأشخاص والبضائع وكذا تسهيل الولوج إلى الجماعات القروية التابعة للإقليم، وللمساهمة في تنقل المواطنين تم إحداث خطين يربطان بين أوسرد وبئر كندوز في إتجاه الداخلة.

## عامل الإقليم
| عامل الإقليم | السنوات |
| ------------ | ------- |
| محمد رشدي    | _       |